# Цян (древен народ)
 Тази статия е за историческия народ.  За съвременната етническа група вижте Цян.  
Цян (на китайски: 羌; на пинин: Qiāng) е общо наименование, използвано в китайските източници за различни етнически групи. Смята се, че цян имат тибето-бирмански произход, като може би от тях произлизат тангутите, създали държавата Западна Ся, както и съвременните цян.

## История
Наименованието „цян“ се появява за пръв път в сборника „Шъдзин“ във връзка с управлението на Шан Тан в средата на XVII век пр.н.е. По това време те изглежда живеят в ивица между северен Шънси и северен Хънан, малко по на юг от по-късните народи бейди. Те са врагове на империята Шан, която организира походи срещу тях, залавяйки роби, някои от които принасяни в жертва. Робите цян са известни с уменията си да изработват гадателни кости.
Според китайския речник от 2 век „Шуоуън Дзиедзъ“ цян са овчари, част от народите жун. Цян поддържат близки връзки с империята Джоу, която може би е създадена от част от жун, като в книгите „Шудзин“ и „Шъдзъ“ те са споменати като съюзници на Джоу У във войните му срещу Шан. Подгрупи на народа цян са наричани „ма цян“ (конни цян) или „дуома цян“ (многоконни цян), може би заради отглежданите от тях коне. Китайците успяват да поставят цян под известен контрол едва с възхода на империята Цин след IX век пр.н.е.
По времето на империята Хан (III век пр.н.е. – III век) група номади югозападно от Дунхуан са известни като чуо цян. Хрониката „Ханшу“ ги описва като народ, който се придвижва със своя добитък в търсене на вода и пасища, произвежда сам железни оръжия и притежава лъкове, копия, ножове, мечове и брони. Хрониката „Уейлюе“ споменава и други групи цян – цундзъ цян, байма цян, хуанниу цян. Различните групи цян образуват съюз срещу империята Хан, но претърпяват поражение. По-късно хрониката „Хоу Ханшу“ говори за разклонения на цян в западната част на Съчуан. Запазена е транскрипция и китайски превод на тяхна песен, която дава възможност езикът им да бъде идентифициран като тибето-бирмански.
Яо Чан, основателят на държавата Късна Цин в края на IV век, е водач на една от групите цян.